# Barbara Matić
Barbara Matić, född 3 december 1994 i Split, Kroatien, är en kroatisk judoka. Hon tog guld vid OS i Paris 2024. Hon har även vunnit världsmästerskapen i judo två gånger (2021 och 2022).

## Karriär
Matić deltog i olympiska spelen för ungdomar 2010 i 63 kilos-klassen, där hon tog brons. 2012 tog hon silver vid U23-världsmästerskapen i judo i 70 kilos-klassen. Året efter vann hon 70 kilos-klassen i ungdomsvärldsmästerskapen i judo 2013 och 2014 tog hon brons vid europamästerskapen i judo 2014 i Montpellier.
Matić gjorde olympisk debut vid de olympiska sommarspelen 2016 i Rio de Janeiro. 2019 tog hon brons vid europeiska spelen i Minsk. Hon deltog även vid de olympiska sommarspelen 2020 i Tokyo i 70 kilos-klassen, där hon hamnade på en femteplats. Matić vann världsmästerskapen i judo 2021 i Budapest och blev samtidigt den första kroatiska personen att vinna en seniormedalj i judo. Året därpå försvarade hon sin titel genom att än en gång vinna världsmästerskapen. 
Vid olympiska sommarspelen 2024 i Paris tog Matić guld i 70 kilos-klassen. Hon var även en av Kroatiens fanbärare i detta olympiska spel.